# Nagysármási mészárlás
Nagysármási mészárlás néven ismert az a Pusztakamarás határában 1944. szeptember 16–17-én elkövetett tömeggyilkosság, amelynek áldozata Nagy- és Kissármás teljes el nem menekült zsidó lakossága volt. Az áldozatok összegyűjtését a magyar csendőrség végezte, a kivégzést a magyar honvédség 2. páncéloshadosztályának törzsszázada és tábori őrszázada hajtotta végre. 

## Történelmi háttere
A zsidók jelenlétére Nagy- és Kissármáson a 19. század közepétől kezdve vannak adatok; tömeges letelepedésük az 1880-as évektől kezdődött. Az 1930-as népszámláláskor e két településen a zsidó lakosság száma 122 illetve 76 volt.
A második bécsi döntést követően Nagysármás a környező térséggel együtt Romániánál maradt, és határtelepüléssé vált; korábbi járási székhely státuszát megőrizte. 1942. szeptember 15-én a nagy- és kissármási zsidó férfiakat a Antonescu-kormány rendelkezéseinek megfelelően kényszermunkára vitték. 1943. január 10-én (mivel Antonescu már a háborúból való kiugrást készítette elő, és letett a zsidók megsemmisítéséről), visszatérhettek, de kényszerlakhelyet jelöltek ki számukra Nagysármáson. Amikor 1944. augusztus 23-án Románia átállt a szövetségesek oldalára, a nagysármási csendőrparancsnok szerint a településen 195 zsidó lakosnak volt kényszerlakhelye.
1944. szeptember 5-én a német és magyar csapatok Észak-Erdélyből támadást indítottak Románia ellen. A 2. páncéloshadosztály törzsszázada Mátyássy Miklós parancsnoksága alatt a Nagysármás–Marosludas vonalon át déli irányba indított támadásban vett részt. A törzsszázad és a Józsa András által vezetett tábori őrszázad szeptember 13-án érkezett meg Nagy- és Kissármásra; a törzsszázad parancsnoksága Nagysármásra, az őrszázad parancsnoksága Kissármásra települt, és szeptember végéig itt állomásozott.
A nagysármási zsidó lakosság egy része még a magyar bevonulás előtt megpróbált elmenekülni vagy elrejtőzni, mert tudtak az észak-erdélyi zsidóság deportálásáról. A rabbi is menekülésre bíztatta a zsidó közösséget, és felmentést adott nekik a szombati utazás tilalma alól. A bevonuló magyar csapatokkal együtt érkező Bíró József főszolgabíró közleményt adott ki, amelyben többek között hazatérésre szólította fel elmenekült lakosságot, ígéretet téve, hogy senkinek sem esik bántódása. Ennek hatására többen visszatértek. A magyar katonák és a helyi lakosság közben kifosztotta az elmenekültek házait.

## Végrehajtása

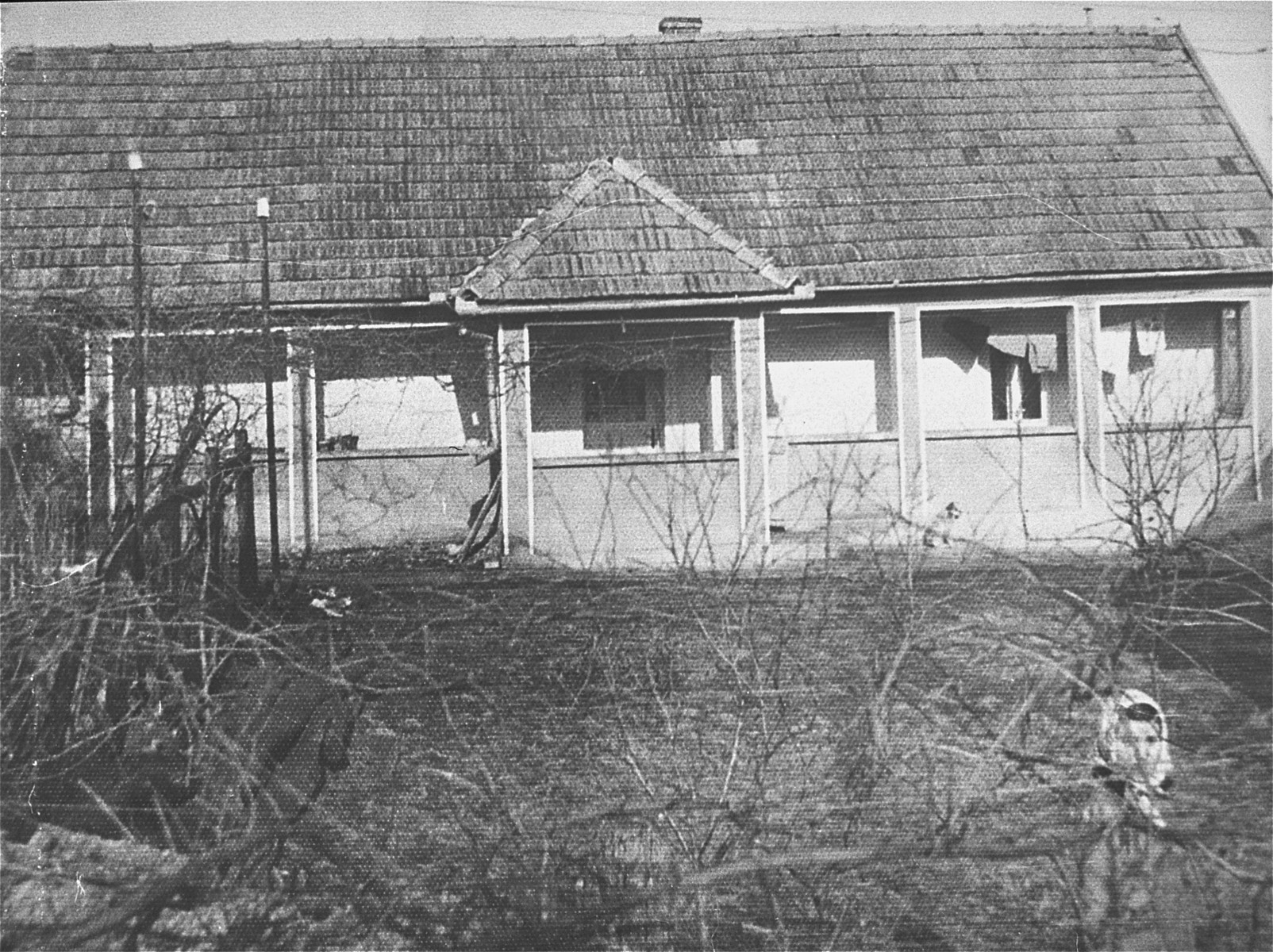
A gyűjtőtáborként használt ház

Szeptember 6-án a zilahi csendőr tanzászlóaljat vezényelték a térségbe; a csapat nagyobb része a kissármási gázmező őrzését kapta feladatul, tizenketten pedig Nagysármáson teljesítettek szolgálatot. Szeptember 8-án megjelölték a zsidó házakat és 9-én elkezdték összegyűjteni a zsidókat, valószínűleg Láncz László százados parancsára. A műveletet a zilahi csendőrök végezték a helyi lakosokból álló nemzeti gárda segítségével. A zsidók két váltás ruhát és két-három napi élelmet vihettek magukkal; ezt azzal indokolták, hogy sáncásásra viszik őket. Az emberek nem tanúsítottak ellenállást. Összesen 126 főt gyűjtöttek össze (52 nő, 43 tizenöt évesnél fiatalabb gyerek és 31 férfi); a betegeket is elvitték. A zsidók elhagyott házát a helyi lakosok kifosztották, de Láncz elrendelte, hogy az eltulajdonított értékeket adják le a polgármesteri hivatalba; utóbb ezek egy részét szétosztották a lakosság között.
Az internáltakat egy elmenekült román lakos gyűjtőtábornak kinevezett házánál tartották fogva. Az őrszolgálatot a csendőrök és a gárdisták közösen látták el. Két lányt szeptember 12-én megerőszakoltak, de az elkövetőket nem sikerült azonosítani. A fogva tartottak élelmezéséről részben a helyi lakosság gondoskodott. Néhányan próbáltak közbenjárni Láncz századosnál a zsidók érdekében, de nem értek el sikert. Láncz eredetileg a kolozsvári gettóba akarta vitetni a zsidókat; nem tudni, hogy mikor és miért gondolta meg magát.
Szeptember 16-án, szombaton délután kettőkor a csendőrparancsnokság rendeletére 14 szekérrel szekeresek jelentek meg, hogy Kolozsvárra szállítsák a zsidókat. A foglyok nem vihettek magukkal semmit az útra, ennivalót sem. A szekerek Kissármáson megálltak, ahol a csendőrök  megebédeltek, majd folytatták útjukat Pusztakamarás irányába. A falu szélén, a Sóskút nevű domb lábánál megálltak, ahol két személygépkocsival és egy tehergépkocsival Mátyássy Miklós százados, Vicsay Endre főhadnagy, Bodrog Ferenc őrmester és még egy katona várták őket. Láncz átvételi elismervény ellenében hajlandó volt átadni a zsidókat Mátyássynak. Ezután a zsidókat leszállították a szekerekről, a szekereseket hazaküldték. A tisztek kiválasztották a kivégzés helyszínét, majd visszamentek Kissármásra vacsorázni, kártyázni és borozgatni, közben kirendelték katonáikat a sírgödrök kiásásához.
Szeptember 17-én (a zsidó újév, a rós ha-sána napján) hajnali két órakor értesítették a tiszteket, hogy elkészült a sírgödör. Amikor kiértek a helyszínre, a katonák már kísérték a foglyokat a kivégzés helye felé. Mátyássy százados felsorakoztatta a katonákat, és önkéntes jelentkezőket kért a kivégzéshez. A kivégzésben tíz katona vett részt, akiket a háborút követően nem sikerült azonosítani. A foglyoktól elvették ékszereiket és értéktárgyaikat, utána pisztollyal kényszerítették őket a levetkőzésre. Az őrök a sírgödör szélére kísérték, és leültették őket, ahol a kivégzőosztag tagjai gépfegyverrel tarkón lőtték az áldozatokat. A gyermekek egy részét valószínűleg élve temették el. A holttesteket a sírban két orosz hadifogoly rendezte el, akiket a katonák hoztak magukkal. A kivégzés reggel négy-öt óra körül fejeződött be. Két falubeli, aki a szomszédos kukoricásban bújt el, hallotta a gépfegyverek ropogását és az áldozatok sikolyait. Másnap egyikük nyöszörgést hallott a tömegsír irányából, de nem mert odamenni, attól félve, hogy esetleg a katonák őrséget állítottak oda, hogy kivégezzék az esetleges szemtanúkat.
A kivégzés után a parancsnokok felsorakoztatták a katonákat, és megparancsolták, hogy a történtekről ne beszéljenek, ellenkező esetben katonai titkok kifecsegése miatt megbüntetik őket.
A mészárlás után a csendőrök folytatták a hajszát a környéken bújkáló zsidók ellen. Összesen 42 embert sikerült elfogniuk, akiket ideiglenesen az óvoda épületében helyeztek el. Láncz László elkezdte megszervezni az elszállításukat, azonban Újházy Zsigmond gyalogsági alezredes tiltakozása miatt erre nem került sor. A magyar csapatok kivonulása előtt az internált zsidókat Cziráki József alpolgármestere Újházy alezredes segítségével kicsempészte az óvodából és helyi családoknál szállásolta el őket.

## Felelősségre vonás
Egy 1947-es tanúvallomás szerint a mészárlás ügyében magyar hadbírósági nyomozás kezdődött, amely azonban nem vezetett eredményre, mivel a térségbe 1944. október 10-én bevonultak a szovjet és román csapatok.
Miután a Nagysármásra visszatérő zsidók feljelentést tettek családjuk eltűnése miatt, 1944. november 1-jén a román csendőrség nyomozást indított, najd az ügyet a nagyszebeni hadbíróság vette át. Itt azonban a hangsúlyt a magyar csapatokkal való kollaborálásra és a román lakosok elleni atrocitásokra helyezték, a zsidók lemészárlása kevésbé volt fontos számukra. Ugyan már 1944. november végén felmerült a tömegsír feltására, erre csak 1945. február 21-én került sor; a nagyszebeni hadbíróság nem küldött katonai ügyészt a helyszínre. A tömegsír feltárásakor megtalálták a 126 holttestet, akik közül 31-et sikerült azonosítani. Összességében a holttestek életkor és nem szerinti megoszlása megfelelt az eltűnt zsidók névsorának. Az áldozatokat a domb lábánál temették el. A nagyszebeni hadbíróság eljárása vádemelés nélkül ért véget, a vádlottak nagy részét már az exhumálás előtt szabadlábra helyezték.
Az 1945. április 21-én megalakult népbíróság 1945. május 13-án elrendelte a nagysármási nyomozás folytatását. Ez a hatóság is elsősorban a románok sérelmeit vizsgálta. Az 1946. június 21-án kezdődött tárgyaláson a vádirat hangsúlyozta a helyi magyar lakosok felelősségét, de a személyeket nem nevesítették és vád alá sem helyezték. A szemtanúk vallomása ellenére a kivégzésért a csendőröket tették felelőssé; nyolc, a tárgyaláson jelen nem levő csendőrt (köztük Láncz Lászlót és a tévesen Vécsey hadnagynak nevezett Vicsay Endrét) halálra ítéltek. A jelen levő Pánczél Jánost húsz év kényszermunkára ítélték; a két tanút, akik igazolhatták volna, hogy a tömeggyilkosság időpontjában a kissármási földgázmezőnél volt őrségben, nem idézték be.
A nagysármási eset ügyében 1945-ben Magyarországon is folyt nyomozás, de ennek körülményei nem ismertek. Bodrogi Ferenc törzsőrmester 1945-ben a budapesti népbíróság elé került, ahol 1946. november 27-én nyolc évi kényszermunkára ítélték. 1947-ben a budapesti népügyészség elrendelte nyolc vádlott letartóztatását; közöttük volt Mátyássy Miklós százados, és a 2. páncéloshadosztály több katonája. Később bevonták a korábban már elítélt Bodrogi Ferencet, valamint Lakatos Géza volt vezérkari századost is (nem azonos Lakatos Géza vezérezredes, miniszterelnökkel). 1947. november 29-én a nagysármási kivégzés megszervezésében vagy végrehajtásában való aktív részvétel miatt vádat emeltek a tíz letartóztatott ellen. Az első tárgyalásra 1948. február 9-én került sor, február 21-én hirdettek ítéletet: hat vádlottat kötél által végrehajtandó halálbüntetésre, egyet életfogytiglani, egyet tizenöt évnyi,  egyet ötévnyi kényszermunkára mítéltek, egyet pedig felmentettek. A vádlottak fellebbezését követően hozott másodfokú ítélet 1948. május 25-én vált jogerőssé, ebből négy halálos ítéletet május 26-án végrehajtottak. 1991-ben a Legfelsőbb Bíróság a halálra ítélt, majd kegyelmet kapott Lakatos Gézát felmentette az ellene emelt vádak alól, 1993-ban pedig a két év börtönre ítélt Farkas Sándort nyilvánította ártatlannak.
1951-ben Samuil Zeiger főügyész súlyos kritikával illette a kolozsvári népbíróság nyomozati munkáját, és utasítást adott ki a nyomozás újraindítására és huszonegy magyar lakos letartóztatására. Az 1951–1952-ben lezajlott nyomozás során kérték Magyarországtól az 1948-as budapesti tárgyalás anyagát, valamint öt volt csendőrtiszt kiadatását, de ezeket valószínűleg nem kapták meg. A vádlottak és tanúk ugyanazok voltak, mint az 1945–1946-os népbírósági tárgyalásban, azzal a különbséggel, hogy most már ki tudták hallgatni a szovjet hadifogságból hazatért volt csendőröket is. A nyomozás lezárásakor a kolozsvári ügyészség tizenegy volt csendőr ellen emelt vádat, a katonák szerepéről az erre vonatkozó tanúvallomások ellenére nem ejtett szót. A bukaresti törvényszék azonban további kihallgatásokat végzett a páncélos hadosztály tevékenységével kapcsolatban. Az ügyészség megvádolta továbbá az összes nagysármási földbirtokost és két papot a tömeggyilkosságra való felbujtás miatt, a nagysármási parasztokat azonban szabadlábra helyezték. A bukaresti (polgári) törvényszék 1954. április 12-én kezdte el a tárgyalásokat. A vallomások azonban ellentmondásosak voltak, a vád tanúi közül sokan nem jelentek meg, és aki megjelent, az is megbízhatatlan volt. Nyolc tárgyalási nap után az eljárás 1954. július 26-án ítélethozatal nélkül szakadt meg.